# Zwola (powiat garwoliński)
Zwola – wieś w Polsce, położona w województwie mazowieckim, w powiecie garwolińskim, w gminie Miastków Kościelny.
| SIMC    | Nazwa             | Rodzaj    |
| ------- | ----------------- | --------- |
| 0681158 | Dąbrowa           | część wsi |
| 0997068 | Leśniczówka Gąsew | część wsi |
| 0681164 | Suchowola         | część wsi |

W latach 1975–1998 wieś należała administracyjnie do województwa siedleckiego.
W XV wieku ośrodek dóbr bogatej szlachty, położona była w drugiej połowie XVI wieku w powiecie garwolińskim ziemi czerskiej województwa mazowieckiego na granicy Mazowsza z ziemią stężycką należącą do Małopolski. 
We wsi znajduje się jedno z największych na Mazowszu grodzisk wczesnośredniowiecznych, porasta je las sosnowy.
Wierni Kościoła rzymskokatolickiego należą do parafii św. Anny w Zwoli Poduchownej.